# Thilouze
Thilouze ist eine franzische Gemeinde mit 1.798 Einwohnern (Stand: 1. Januar 2022) im Département Indre-et-Loire in der Region Centre-Val de Loire. Sie gehört zum Arrondissement Tours und zum Kanton Chinon. Die Einwohner werden Thilouzains genannt.

## Geographie
Die Gemeinde Thilouze liegt in der Touraine im Regionalen Naturpark Loire-Anjou-Touraine, 20 Kilometer südwestlich von Tours. Umgeben wird Thilouze von den Nachbargemeinden Artannes-sur-Indre im Norden, Monts im Nordosten, Sorigny im Osten, Villeperdue im Osten und Südosten, Saint-Épain im Süden, Neuil im Südwesten, Saché im Westen sowie Pont-de-Ruan im Nordwesten.

## Bevölkerungsentwicklung
| Jahr                       | 1962 | 1968 | 1975 | 1982 | 1990 | 1999 | 2006 | 2012 | 2021 |
| Einwohner                  | 745  | 691  | 713  | 817  | 1049 | 1133 | 1497 | 1635 | 1790 |
| Quellen: Cassini und INSEE |      |      |      |      |      |      |      |      |      |

## Sehenswürdigkeiten
- Kirche Saint-Antoine, Monument historique

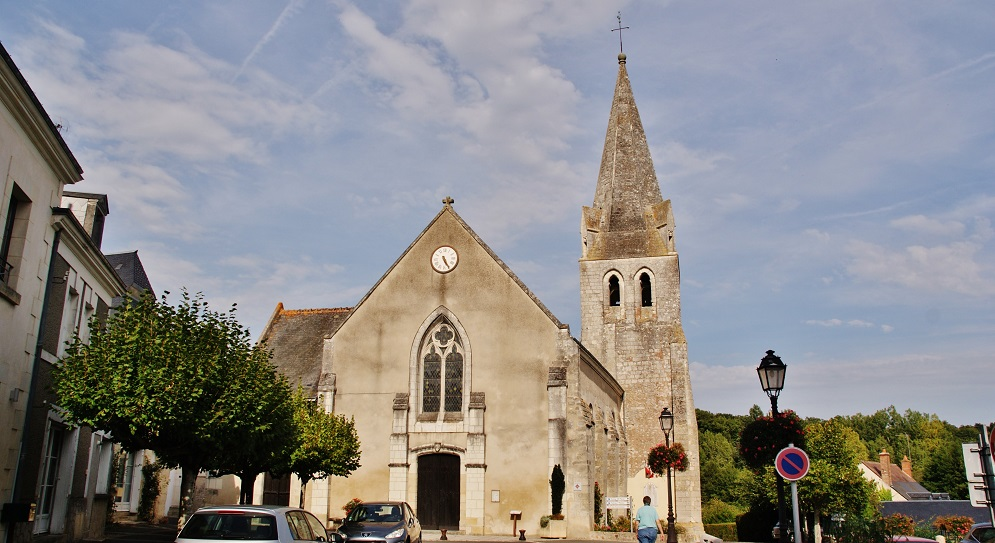
Kirche Saint-Antoine

- Schloss Le Plessis
- Herrenhaus La Ripaudière
- Herrenhaus Les Bruneaux
- Kastell